# Prospherysa plagioides
Prospherysa plagioides är en tvåvingeart som först beskrevs av Wulp 1890.  Prospherysa plagioides ingår i släktet Prospherysa och familjen parasitflugor. Inga underarter finns listade i Catalogue of Life.